# تشيشا
تشيشا (بالروسية: Цыша) هي قرية (تُعرف محليًا باسم سلو) تقع في رايون أختي ضمن جمهورية داغستان التابعة لروسيا الاتحادية. وفقًا لتعداد عام 2010، بلغ عدد سكانها حوالي 1,032 نسمة.

## الجغرافيا
تقع تشيشا على بعد 10 كم شمال غربي مركز المنطقة أختي، ويمكن الوصول إليها عن طريق البر. تُعد أقرب المناطق المأهولة إليها هي قرية أختي، التي تُعد المركز الإداري للرايون.

## البنية السكانية
يُقيم في تشيشا عدد من السكان من القومية الليزغينية، وهي واحدة من القوميات القوقازية المحلية المنتشرة في داغستان.